# Perfect Game
Pour plus de détails, voir Fiche technique et Distribution.
Perfect Game (hangeul : 퍼펙트 게임 ; RR : Peopekteu Geim, littéralement « Jeu parfait ») est un film sud-coréen écrit et réalisé par Park Hee-gon, sorti en 2011. Il s'agit d'un fait réel sur la rivalité entre deux sportifs, Sun Dong-yeol (ko) des Haitai Tigers et Choi Dong-won (ko) des Lotte Giants, en pleine compétition de championnat de Corée du Sud de baseball dans les années 1980,.

## Synopsis
Le 16 mai 1987, le match débute avec les lanceurs de baseball Sun Dong-yeol (ko) des Haitai Tigers et Choi Dong-won (ko) des Lotte Giants, qui termine en match nul en 15 manches et va être considéré comme l'un des meilleurs moments de l'histoire du baseball coréen,,.

## Fiche technique
Sauf indication contraire ou complémentaire, les informations mentionnées dans cette section peuvent être confirmées par la base de données KMDb et KoBiz
- Titre original : 퍼펙트 게임
- Titre international : Perfect Game
- Réalisation et scénario : Park Hee-gon
- Musique : Kim Tae-seong
- Direction artistique : Lee Hoo-gyoung
- Costumes : Go Hui-jeong
- Photographie : Choi Sang-ho
- Son : Gong Tae-won
- Montage : Kim Chang-ju
- Production : Kwak Joong-hoon, Kim Woo-sang et Lee Bo-ra
- Production déléguée : Lee Ho-seong, Jang Won-seok et Kim Sung-tae
- Production associée : Lee Min-hwa et Kim Ji-hoon
- Sociétés de production : Dasepo Club, Dong-a Export et Million Story
- Société de distribution : Lotte Entertainment
- Pays de production :  Corée du Sud
- Langue originale : coréen
- Genres : drame, biographie
- Durée : 127 minutes
- Date de sortie :
  - Corée du Sud : 21 décembre 2011

## Distribution
- Cho Seung-woo : Choi Dong-won (ko)
- Yang Dong-geun : Seon Dong-yeol (ko)
- Choi Jung-won : Kim Seo-hyeong
- Ma Dong-seok : Park Man-soo
- Cho Jin-woong : Kim Yong-cheol
- Son Byung-ho : Kim Eung-ryong
- Hyun Jyu-ni : Min-kyeong
- Lee Do-gyung : Seong Gi-yeong
- Kim Young-min : Kang Seong-tae
- Kim Min-jae : Bong-soo
- Lee Seon-jin : la femme de Man-soo
- Kong Jung-hwan : Yoo Doo-yeol
- Choi Min-chul : Kim Il-kwon
- Cha Hyun-woo : Jang Chae-geun
- Lee Hae-woo : Kang Hyeon-soo
- Kim Dong-hee : Jeong Yeong-gi
- Jo Chan-Hyung : Han Moon-yeon
- Oh Jung-se : le commentateur de sport (caméo)

## Box-office
Le film rapporte 9 millions de dollars au box-office